# Авария Boeing 747 в Лондоне
Авария Boeing 747 в Лондоне — авиационная авария, произошедшая 29 декабря 2014 года. Авиалайнер Boeing 747-443 авиакомпании Virgin Atlantic выполнял плановый межконтинентальный рейс VS43 по маршруту Лондон—Лас-Вегас, но вскоре после взлёта экипаж обнаружил проблемы со стойками шасси. Во время выполнения аварийной посадки выяснилось, что правую основную стойку шасси заклинило в наполовину выпущенном положении. Через 4 часа и 2 минуты после взлёта экипаж сумел совершить успешную аварийную посадку в аэропорту вылета, во время которой никто из находившихся на борту самолёта 465 человек (447 пассажиров и 18 членов экипажа) не погиб и не пострадал.

## Самолёт
Boeing 747-443 (регистрационный номер G-VROM, заводской 32339, серийный 1275) был выпущен в 2001 году (первый полёт совершил 8 мая). 29 мая того же года был передан авиакомпании Virgin Atlantic, в которой получил имя Barbarella; от неё с 4 ноября 2009 года по 17 марта 2012 года сдавался в лизинг авиакомпании AeroSur (б/н CP-2603, имя Súper Torísimo). Оснащён четырьмя турбовентиляторными двигателями General Electric CF6-80C2B1F.

## Экипаж
Самолётом управлял опытный экипаж:
- Командир воздушного судна (КВС) — 47-летний Дэвид Уильямс (англ. David Williams). Очень опытный пилот, налетал 12 279 часов, 9771 из них на Boeing 747[6].
- Второй пилот — имя неизвестно.
- Сменный второй пилот — имя неизвестно.

В салоне самолёта работали 15 бортпроводников.

## Хронология событий
Вылет рейса VS43 из Лондона был запланирован на 11:20 BST, однако руление к взлётной полосе началось лишь в 11:29. В 11:43 рейс VS43 вылетел из аэропорта Гатвик с ВПП №26L. Во время набора высоты, после того как экипаж убрал шасси, в кабине прозвучал сигнал «HYD QTY LOW 4», что означало быструю потерю гидравлической жидкости в системе №4. В то время, как лайнер набирал высоту до эшелона FL320 (9750 метров), второй пилот зачитывал контрольный список и вскоре было определено, что проблема устранена и лайнер может продолжить полёт до Лас-Вегаса, но после того, как сменный второй пилот связался с авиакомпанией Virgin Atlantic, экипажу посоветовали совершить аварийную посадку в Гатвике.
Пилоты сообщили о своих намерениях авиадиспетчерам, но из-за высокой взлётной массы самолёта рейс 043 кружил в зоне ожидания около 40 минут для сброса авиатоплива, а экипаж проверял, какая взлётно-посадочная полоса им понадобится для безопасной остановки лайнера при посадке. После завершения сброса авиатоплива бортпроводники сообщили пассажирам о проблеме, в 13:25 пилоты начали настраивать самолёт для аварийной посадки.
Самолёт начал заход на посадку на ВПП №26L, закрылки были выпущены на 10°, пилоты начали выпуск шасси и обнаружили, что правую основную стойка шасси заклинило в наполовину выпущенном положении. Экипаж совершил круг над аэропортом Гатвик на высоте 900 метров для визуализации проблемы, и авиадиспетчеры подтвердили наполовину выпущенное состояние правой стойки шасси.
Экипаж всеми способами пытался выпустить заклинившую стойку шасси — сначала была попытка убрать и снова выпустить шасси, а затем экипаж выполнял манёвры, при которых стойка шасси испытывала сильные перегрузки. После того, как пилоты поняли, что выпустить стойку шасси полностью не удастся, они начали готовиться к аварийной посадке с непосадочным положением шасси. КВС собирался совершить посадку в дневное время, заход солнца должен был произойти в 16:01. В 15:40 был запрошен прямой заход на посадку.
В 15:45 BST рейс VS43 приземлился на ВПП №26L и остановился на ней с правым креном в 4°. Оценив ситуацию, КВС решил, что срочная эвакуация не требуется. Во время аварийной посадки никто из 18 членов экипажа и 447 пассажиров на борту лайнера не пострадал.

## Расследование
Расследование причин аварии рейса VS043 проводил Отдел по расследованию авиационных происшествий Великобритании (AAIB).
Окончательный отчёт расследования был опубликован в октябре 2015 года.
Согласно отчёту, основной причиной аварии стало заклинивание правой основной стойки шасси в наполовину выпущенном положении из-за частичной утечки гидравлической жидкости и некачественного технического обслуживания самолёта днём ранее.